# Djed Spence
Diop Tehuti Djed-Hotep Spence (ur. 9 sierpnia 2000 w Londynie) – angielski piłkarz jamajskiego pochodzenia występujący na pozycji obrońcy w angielskim klubie Tottenham Hotspur oraz w reprezentacji Anglii do lat 21. Wychowanek Fulham, w trakcie swojej kariery grał także w takich zespołach, jak Middlesbrough oraz Nottingham Forest.